# Кудела, Ярослав
Ярослав Кудела (словац. Jaroslav Kúdela; 20 марта 1906, Йиржиковице — 27 октября 1944, Чремошне) — словацкий партизан времён Второй мировой войны. До войны работал преподавателем, в 1944 году примкнул к Словацкому национальному восстанию. Погиб в бою при Чремошне, похоронен в Банске-Бистрице. Посмертно награждён Чехословацким военным крестом 1939 года.